# Podeksznie
Podeksznie (lit. Padegsniai) − wieś na Litwie, zamieszkana przez 4 ludzi, w gminie rejonowej Soleczniki, 6 km na południowy wschód od Sałek Małych.